# 留守営駅
留守営駅（るすえいえき）は中華人民共和国河北省秦皇島市撫寧区にある、中国鉄路総公司（CR）京哈線の駅。北京鉄路局所属の4等駅に設定されている。
旅客営業は行っておらず、貨物のみの扱いの駅である。

## 駅構造
島式ホーム2面4線と上りのみ単式ホーム1面1線の、合計2面5線を有する地上駅である。

## 駅周辺
- 205国道（中国語版）
- 家恵超市

## 歴史
- 1893年 - 開業。

## 隣の駅
中国鉄路総公司
京哈線
張家荘駅 - 留守営駅 - 北戴河駅